# Sukov
Sukov je obec na Slovensku v okrese Medzilaborce.

## Poloha
Obec se nachází ve východní části Prešovského kraje, na úpatí Ondavské vrchoviny. Okresní město Medzilaborce je vzdáleno asi 5 km na severovýchod.

## Pamětihodnosti
- řeckokatolický Chrám sv. Mikuláše z roku 1600[2]